# Esclaves non asservis
Pour plus de détails, voir Fiche technique et Distribution.
Esclaves non asservis (Αδούλωτοι σκλάβοι, Adoulotoi sklavoi) est un film grec réalisé par Vion Papamichaïl et sorti en 1946.
Marios Ploritis avait commencé à réaliser, mais il abandonna le projet, craignant l'échec commercial. Il fut remplacé par Vion Papamichaïl dont ce fut le seul film. Il devint ensuite critique de cinéma. C'est aussi la première musique de film de Mános Hadjidákis et le premier rôle de la grande vedette féminine des années 1950-1960 Élli Lambéti.

## Synopsis
Un groupe de jeunes gens d'Athènes a créé une troupe de théâtre pour monter Le Songe d'une nuit d'été de Shakespeare. La seconde Guerre mondiale les empêche de mener leur projet à bien. Dès les débuts de l'occupation, la troupe d'acteurs se transforme en troupe de combattants. Ils vendent leurs biens et entrent dans la clandestinité. Entre les combats et les morts, Dimitri et Titiana tombent amoureux.

## Fiche technique
- Titre : Esclaves non asservis
- Titre alternatif : Esclaves non soumis
- Titre original : Αδούλωτοι σκλάβοι (Adoulotoi sklavoi)
- Réalisation : Vion Papamichaïl
- Scénario : Vion Papamichaïl
- Photographie : Jason Novak
- Musique : Mános Hadjidákis
- Société de production : Novak Film
- Pays d'origine :  Grèce
- Format : Noir et blanc — 35 mm — 1,37:1 — Son : Mono
- Genre : Film dramatique, Film de guerre
- Durée : 80 minutes
- Date de sortie : 1946

## Distribution
- Élli Lambéti
- Giorgos Talanis
- Ilias Stamatiou
- Zoras Tsapelis
- Ioanna Almpa (qui chante aussi les chansons du film)
- Areti Papoulia
- Vasilis Kanakis
- Nikos Filippopoulos
- Eva Palmer
- Bibi Stergiopoulou
- Lefteris Laoudis
- Vasilis Lampiris
- Ilia Stamatiou